# Матерински лист
Матерински лист је часопис намењен нези и васпитању деце који је излазио у Србији од 1901. до 1903. године. Издавач и уредник часописа био је београдски учитељ Раша Митровић. Часопис је излазио три године и објављено је укупно 12 бројева.

## Историја
Први број Материнског листа изашао је 1. јануара 1901. године. Без прекида је излазио једном месечно (изузев неколико двоброја). Од почетка је излазио са поднасловом илустровани месечник за домаће васпитање и неговање деце, испитивање детињства и рад у забавишту, а од броја 1 у 1903. са поднасловом месечни лист за поуку матера у васпитању и неговању деце. У бројевима 11/12 из 1901. и 11/12 из 1902. дати су годишњи садржаји, а у издањима за 1903. донет је и списак сарадника. Последњи број изашао је новембра 1903. као двоброј 11/12. У њему је наведено да су узрок обустављања листа дугови претплатника.
Цена часописа била је за Србију 4 динара, а за стране земље 6 динара или 1 круна годишње

## Уредништво и сарадници
Уредници часописа од првог броја били су учитељ Раша Митровић, Миладин Љујић и Милисав Марковић, од 4. броја у 1903. само Митровић и Љујић. Иако је часопис покренут од стране учитеља, окупљао је интелектуалце различитог образовања, како женског тако и мушког пола. Међу њима су, између осталих, били Радоје Домановић, Јован Јовановић Змај и Милорад Ј. Митровић.